# پرنالترول
پرنالترول (انگلیسی: Prenalterol) یک داروی محرک قلبی است که به عنوان آگونیست گیرنده آدرنرژیک β1 عمل می‌کند.

## سنتز

سنتز پرنالترول: